# Paradejeania colombiensis
Paradejeania colombiensis là một loài ruồi trong họ Tachinidae.